# Giovanni Antonio Fineo
Giovanni Antonio Fineo (XVI secolo) è stato uno scrittore italiano.

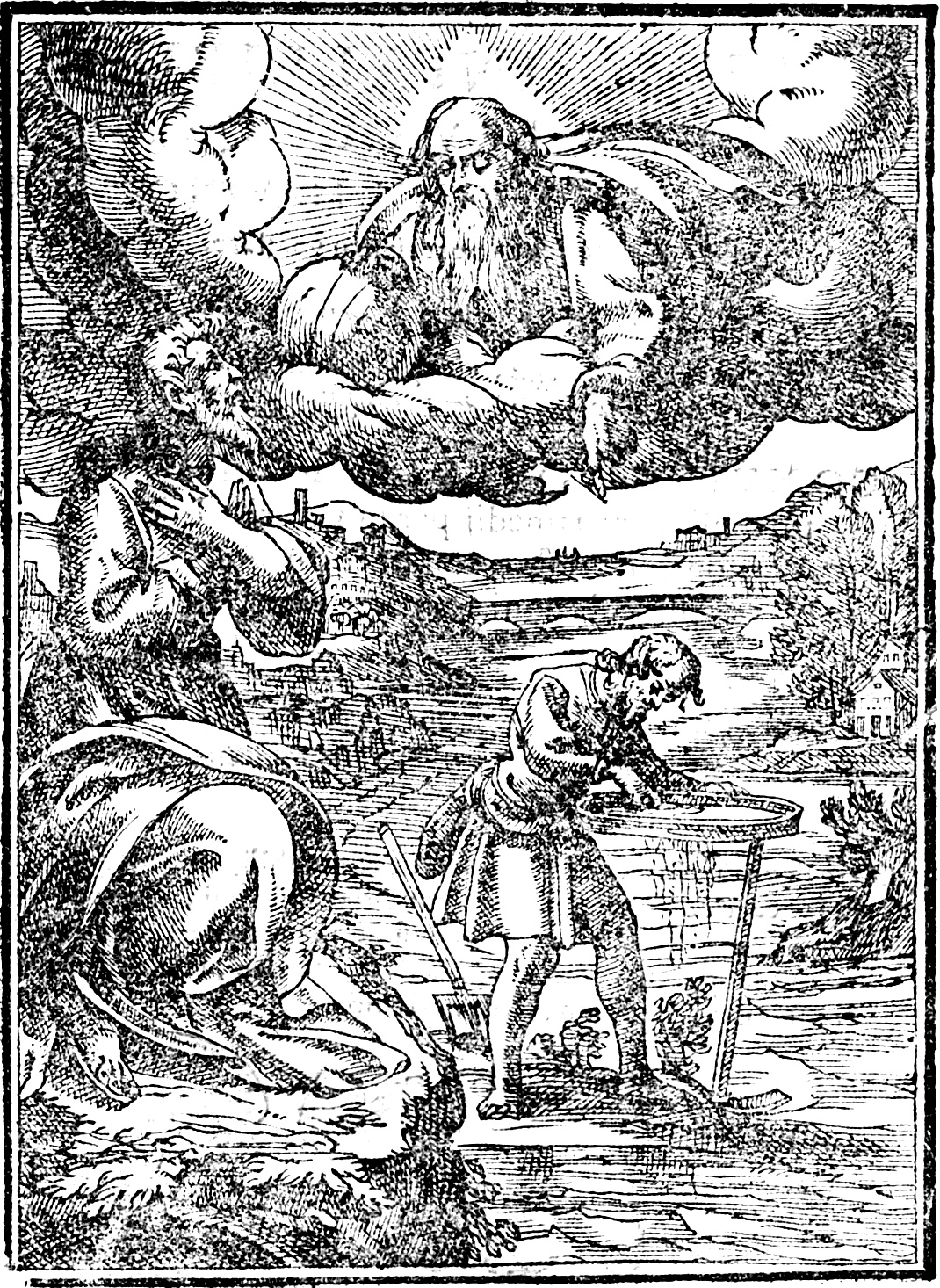
Giovanni Antonio Fineo, Il rimedio infallibile, XVI sec.

È noto per aver composto un trattato sui metodi di conservazione del vino, Il rimedio infallibile che conserva le quarantine d'anni il vino in ogni paese, senza potersi mai guastare, la cui prima edizione fu stampata a Roma nel 1593. In esso, Fineo suggeriva di conservare il vino in un vaso di terracotta invetriata, detto "vettina", che veniva sigillato esternamente con la cera. Nel testo si trovano anche consigli su come far durare le "vettine" per molti anni e sulla vendemmia.

## Opere
- Il rimedio infallibile che conserva le quarantine d'anni il vino in ogni paese, senza potersi mai guastare, Roma, per gli eredi di Gio. Giliotti, 1593.
- Il vaso di vetro quasi infrangibile dove non si guasta mai il vino, Roma, per Giacomo Mascardi, 1611.
- Il "latte dei vecchi" sotto creta, editore sconosciuto.
  -  Luigi Sada (a cura di), Il "latte dei vecchi" sotto creta, Bari, Laterza, 1978.